# 女王公园足球俱乐部
女王公园足球俱乐部（英語：Queen's Park Football Club），是位於蘇格蘭格拉斯哥的足球會，目前處於蘇格蘭足球冠軍聯賽，現時女王公園是蘇格蘭最古老的足球俱樂部，成立於 1867 年，是英格蘭和威爾士以外世界上最古老的足球俱樂部。
女王公园的格言是，意为“为踢球而踢球”，从1867年成立至今的历史上所有的球员和教练都不从足球获取薪酬，直到其會員於 2019年11月投票結束該業餘狀態，轉為僱用職業球員。在职业足球占据绝对优势的当今世界，女王公园因此也只能位居低级别联赛，但是它对于足球发展所做出的重大贡献则始终被广泛称道，2008年它曾被苏格兰足协向国际足联提名申请最高荣誉奖以表彰其对足球的贡献，不过虽然这一提名得到了英国首相戈登·布朗、曼联傳奇主帅弗格森的支持，最终国际足联并未批准。

## 简介
女王公园成立於1867年，是苏格兰歷史最悠久的足球會，也是全世界除英格兰及威尔士地區以外最古老的足球俱乐部。女王公园的主場是欧洲足联29座五星級足球場之一的汉普顿公园球场（Hampden Park），位於格拉斯哥東南部，為全坐席可容52,500名觀眾，对于世界其它业余球队来说几乎不可思议。这同時也是苏格兰国家队的主場。
女王公园曾经作为最早的苏格兰足球的代表与英格兰球队比赛，因为其先进的战术理念而引发了苏格兰足球运动员和教练大举进军英格兰的潮流。
雖然最後一次於1893年贏取蘇格蘭足總盃，但仍是繼及後第三奪標次數最多的球隊。昆士柏亦曾跨境奪得兩屆英格蘭足總盃亞軍。

## 榮譽
- 蘇格蘭乙組聯賽 第二級 [6]
  - 冠軍 (2)：1922–23, 1955–56；
- 蘇格蘭乙組聯賽 第三級
  - 冠軍 (1)：1980–81；
- 蘇格蘭丙組聯賽 第四級
  - 冠軍 (1)：1999–00；
  - 附加賽冠軍 (1)：2006–07；
- 蘇格蘭足總盃
  - 冠軍 (10)：1873–74, 1874–75, 1875–76, 1879–80, 1880–81, 1881–82, 1883–84, 1885–86, 1889–90, 1892–93；
  - 亞軍 (2)：1891–92, 1899–1900；
- 格拉斯哥盃
  - 冠軍 (4)：1889, 1890, 1899, 1946；
  - 亞軍 (7)：1896, 1898, 1929, 1932, 1940, 1965, 1985；
- 英格蘭足總盃
  - 亞軍 (2)：1883–84, 1884–85；
- 倫敦郡長慈善盾（Sheriff of London Charity Shield）[7]
  - 冠軍 (1)：1899；
- 格拉斯哥聯賽（Glasgow League）
  - 冠軍 (1)：1897；
  - 亞軍 (1)：1898；
- 慈善盃（Charity Cup）
  - 冠軍 (8)：1877, 1878, 1880, 1881, 1883, 1884, 1885, 1891；
  - 亞軍 (19)：1889, 1890, 1894, 1896, 1906, 1908, 1917, 1919, 1920, 1922, 1923, 1926, 1928, 1931, 1933, 1935, 1937, 1953, 1957；

## 著名球员
- 罗伯特·加德纳（Robert W. Gardner），苏格兰第一位国家队队长、守门员，世界足球已知的最早担任队长的守门员，苏格兰足球协会的建立者和主席之一。
- 安德鲁·沃特森（英语：Andrew Watson (footballer)）（Andrew Watson），世界上最早参加国际足球比赛的黑人球员。
- 安迪·罗克斯伯（Andy Roxburgh），前苏格兰国家队領隊。
- 亚历克斯·弗格森爵士（Sir Alex Ferguson），前鴨巴甸、蘇格蘭國家隊以及曼联主帅。
- 罗尼·辛普森（Ronnie Simpson），里斯本雄狮門將。
- （Aiden McGeady），蘇格蘭裔愛爾蘭中場，愛爾蘭國家隊成員，曾效力些路迪及愛華頓。
- 安祖·羅拔臣（Andrew Robertson），利物浦後衛，蘇格蘭國家隊成員。